# ブリアル
ブリアル（ベリアル Burial /ˈbɛɹɪəl/）は、イギリスのロンドン出身のミュージシャン、ウィリアム・ビヴァン (William Bevan) のソロプロジェクト。ダブステップを代表するアーティストのひとり。
2ステップビート、電子的にピッチを変更したソウルミュージック系のボーカル、強烈なダブ・エフェクト、「インランド・エンパイア」や「メタルギアソリッド」等の映像作品やゲームを利用した金属的なサンプリング音など、独特の作風で知られる。

## 来歴
ウィリアム・ビヴァンことブリアルは、ブリアル本人のインタビューによると、兄弟が所有するレコードの影響を受け、古い時代のジャングル/ドラムンベースを学生の頃から好んで聞いていたという。
自身で曲作りを開始したときも、ジャングル/ドラムンベースのプロデューサーであるFoul Play、Omni Trio、Photekなどのようなドラムの雰囲気を得ることを目標にしていたと述べている。
その後、UKガラージ、特にダブステップの始祖の一人といわれるEL-Bの楽曲に出会い、それらのドラムの音にも強く影響されるようになる。
それらのレコードを探す内にコード9がやっていたウェブサイト「ハイパーダブ」（現在のレーベルのサイトとは異なる）にたどり着ついた。
その頃のハイパーダブは、UKガラージやグライムなどのアンダーグランドミュージックを紹介するサイトで、ブリアルもコード9に自身の楽曲を送った。
野田努の取材によれば、コード9に別の名でデモテープを送ったが、間違って「ベリアル」（埋葬）と読まれてしまい、以後、このアーティスト名を名乗るようになったという
。
2005年、コード9主宰のイギリスのレコードレーベル Hyperdubより最初の12インチシングル「South London Boroughs」を発表。2006年には、当時全く無名であったハイパーダブ・レーベル最初のアルバムとして『Burial』をリリース。このアルバムが実験音楽を専門とした英雑誌ワイヤーで2006年最高のアルバムに選ばれるなど、注目を集めた。
さらに翌2007年にリリースした『Untrue』で一気に評価を高めることになる。
欧米の音楽シーンで高い影響力を持つピッチフォーク・メディア、FACT Magazine、Resident Advisor、NPRが2000年代のベストアルバムの一つとして本作を挙げた他、オールミュージック、ガーディアン、Tiny Mix Tapeで満点を獲得したことを初めとして（オールミュージックは当初スコアを5点満点中4.5点としていたが、直後に5点満点へと変更している）、多くのメディアから絶賛された。その結果、専門家によるレビューの加重平均値を算出するサイトMetacriticにおいて90という高いスコアを記録し、その知名度を飛躍的に伸ばすこととなった（これは2007年にリリースされた作品としては2番目に高いスコアであった）。
しかしその後しばらくソロリリースを行わず、2011年にレディオヘッドのトム・ヨーク、フォー・テットとともに共同シングル「Ego / Mirror」を出すなど、他アーティストとのコラボに専念していたが、同年に4年越しとなるシングルEP「Street Halo」を発表し、ソロ活動を再開した。
以降もEP「Kindred」がメタスコア88点を記録し、シングル「Truant / Rough Sleeper」がピッチフォーク･メディアのベスト・ニュー・ミュージックに選ばれるなど高い評価を得ている。
2012年、ローリング・ストーンは “The 30 Greatest EDM Albums of All Time” の11位に『Untrue』を選出。2013年にはNMEが『Burial』を “The 500 Greatest Albums Of All Time” の391位に選出するなど、発売当時はレビューを行わなかったメディアもその影響力を認めている。

## シーンへの影響
『Untrue』によってダブステップは一躍知名度を高め、ダンスミュージックはもちろんのこと、ロックからネオ・ソウル等のブラックミュージックに至るまで、あらゆるジャンルのミュージシャンから高い評価を受けた。
- 特にレディオヘッドはその影響が顕著であり、トム・ヨークは前述の通り共同シングルにも参加した他、Burialに自身の曲 “And It Rained All Night” のミックスまで依頼している。
- ブロック・パーティも “Where is Home?” のミックスを依頼した。
- マッシヴ・アタックも自身のアルバム『ヘリゴランド』のミックスを依頼した。その結果、2011年にそのうちの2曲 “Paradise Circus” と “Four Walls” のリワーク（Massive Attack Vs Burial名義）を収録した12インチ盤を1000枚限定でリリースし、高い評価を受けた[11]。
- ザ・エックス・エックスは大好きなアーティストとして、マッシヴ・アタック、ポーティスヘッドとともにBurialを挙げている[12]。
- BBCのDJとして高名なジャイルス・ピーターソンは、2008年に聞いた最高のアルバムの一つとして「Untrue」を挙げた[13]。

## ディスコグラフィー
アルバム
- 『Burial』 (2006), Hyperdub
- 『Untrue』 (2007), Hyperdub

EP/シングル/コンピレーション
- 「South London Boroughs」 (2005), Hyperdub
- 「Distant Lights」 (2006), Hyperdub
- 「Ghost Hardware」 (2007), Hyperdub
- 「Street Halo」 (2011), Hyperdub
- 「Kindred」（2012）, Hyperdub
- 「Truant」（2012）, Hyperdub
- 「Rival Dealer」（2013）, Hyperdub

リミックス
- 「Crackle Blues (Burial Remix)」–ブラックダウン (2006), Keysound
- 「Wayfaring Stranger (Burial Remix)」–ジェイミー・ウーン (2007), Live Recordings
- 「Where is Home? (Burial Remix)」–ブロック・パーティ (2007), Wichita
- 「And It Rained All Night (Burial Remix)」–トム・ヨーク (2007), XL
- 「Be True (Burial Remix)」–コミックス (2008)

コラボレーション
- 「Moth / Wolf Cub」 – フォー・テット (2009), Text
- 「Vial」 –  ブレイクエイジ (2010), Digital Soundboy
- 「Prophecy」 – El-B (2010), Ghost Records / Thriller Funk
- 「Night Air」 – ジェイミー・ウーン  (2010), Candent Songs / Polydor
- 「Ego / Mirror」 – フォー・テット&トム・ヨーク (2011), Text
- 「Four Walls / Paradise Circus」 – マッシヴ・アタック (2011), Inhale Gold
- 「Nova」 – フォー・テット (2012), Text